# Carol Owens
Carol Owens (* 4. Juni 1971 in Melbourne) ist eine ehemalige australisch-neuseeländische Squashspielerin.

## Karriere
Carol Owens begann ihre professionelle Karriere im Jahr 1990. Mit der australischen Nationalmannschaft wurde sie 1994 und 1998 Weltmeister. Ab dem Jahr 2000 entschied sie sich, nicht mehr länger für ihr Geburtsland Australien zu spielen. Stattdessen spielte sie fortan für Neuseeland und zog nach Auckland um. Noch im selben Jahr erreichte sie erstmals das Finale der Weltmeisterschaft, welches sie gegen Leilani Joyce aus Neuseeland mit 9:6, 9:5, 7:9, 5:9 und 9:6 gewann. 2003 konnte sie diesen Erfolg wiederholen: Im Endspiel besiegte sie die Engländerin Cassie Jackman mit 3:9, 9:2, 9:7 und 9:3. Bereits kurz vor dem zweiten Titelgewinn wurde sie erstmals an der Spitze der Weltrangliste geführt. Insgesamt stand sie, mit Unterbrechungen, elf Monate auf Platz eins. Sie wurde insgesamt zweimal neuseeländische Landesmeisterin. Mit der neuseeländischen Nationalmannschaft nahm sie an der Weltmeisterschaft 2002 teil.
Bei den Commonwealth Games 1998 gewann Carol Owens, zu der Zeit noch unter australischer Flagge, an der Seite von Sarah Fitz-Gerald die Bronzemedaille im Doppel. Jeweils eine Gold- und eine Silbermedaille gewann sie vier Jahre später bei den Spielen 2002, diesmal unter neuseeländischer Flagge. Im Einzelwettbewerb belegte sie den zweiten Rang hinter Sarah Fitz-Gerald, während ihr im Doppel mit Leilani Rorani der Gewinn der Goldmedaille gelang. Im Finale besiegten sie und Rorani das englische Doppel Tania Bailey und Cassie Jackman. Anfang 2004 beendete Carol Owens ihre Karriere. 2010 wurde sie in die New Zealand Squash Hall of Fame aufgenommen.

## Erfolge
- Weltmeister: 2000, 2003
- Weltmeister mit der australischen Mannschaft: 1994, 1998
- 11 Monate Weltranglistenerste
- Gewonnene WSA-Titel: 27
- Commonwealth Games: 1 × Gold (Doppel 2002), 1 × Silber (Einzel 2002), 1 × Bronze (Doppel 1998)
- Neuseeländischer Meister: 2 Titel (2002, 2003)